# Parotidite
 (juillet 2025).
 Mise en garde médicale
La parotidite est une inflammation de l'une ou l'autre, voire des deux glandes parotides, la plus importante des glandes salivaires chez l'humain. C'est également la glande salivaire le plus souvent atteinte d'inflammation.

## Causes
Des multiples causes sont possibles, dont : 
- Déshydratation : cause commune, d'origine non infectieuse, de la parotidite. Elle peut apparaître chez les personnes âgées ou des suites d'actes de chirurgie[1].
- Infections, de différents types :
  - Infection bactérienne :
    - Parotidite bactérienne sévère : généralement causée par un Staphylococcus aureus, mais peut également trouver son origine dans une infection de bactéries commensales[2] ;
    - Parotidite comme tuberculose extrapulmonaire : Mycobacterium tuberculosis (à l'origine de la tuberculose) peut également occasionner une inflammation de la parotide. La personne atteinte aura ses glandes enflées, toniques mais peu douloureuses. Le diagnostic se fait par radiographie, culture, ou par diagnostic histologique une fois la glande retirée. Lorsqu'un traitement antituberculeux est administré, la parotide revient à son état normal sous un à trois mois[2].

  - Infection virale :
    - Parotidite virale sévère (oreillons) : la cause la plus commune d'infection virale des parotides est les oreillons. La vaccination a fortement réduit l'occurrence des oreillons, lesquels se soignent d'eux-mêmes en une dizaine de jours ;
    - Parotidite sidéenne : l'adénopathie généralisée a longtemps été associée au VIH, mais l'augmentation localisée de la glande parotide demeure moins connue[réf. nécessaire].
- Maladie auto-immune :
  - Syndrome de Gougerot-Sjögren : inflammation chronique des glandes salivaires sous forme de maladie auto-immune. La maladie apparaît généralement entre 40  et   60 ans, mais peut également affecter les enfants en bas âge. Le syndrome de Gougerot-Sjögren présente une prévalence de la parotidite de l'ordre de neuf femmes pour un homme. La parotide se trouve dans ce cas à la fois enflée et tonique. La cause demeure inconnue, et est associée à une sécheresse excessive liée à d'autres glandes atteintes (œil, bouche, nez, vagin, peau)[2].
  - Lésion lymphoépithéliale de Godwin : généralement associée à une tumeur liée au développement du syndrome de Gougerot-Sjögren. Cette appellation semble toutefois être tombée en désuétude.
- Lésion : la cause la plus fréquente de la parotidite demeure une obstruction du canal excréteur principal ou d'un des canaux secondaires de la glande ; l'inflammation intervient en second lieu, jusqu'à la surinfection. L'obstruction peut être causée par un calcul salivaire, un bouchon muqueux ou, plus rarement, par une tumeur généralement bénigne. Les calculs salivaires, quoique constitués de calcium, n'impliquent pas de désordre de la fonction calcium[3]. Ces calculs peuvent être détectés par radiographie (avec un taux de réussite de l'ordre de 80 %[3]), par tomodensitométrie échographie. Les calculs peuvent être évacués par simple manipulation du médecin ou, au pire, par chirurgie La lithotripsie, plus utilisée pour les calculs rénaux, peut également être employée, les débris de calcul étant rejetés par la fonction excrétrice de la glande[2].
- D'autres troubles, dont l’étiologie n'est pas complètement établie :
  - Parotidite non spécifique chronique ;
  - Parotidite infantile répétitive ;
  - Sialadénose (de) ;
  - Sialadénose à IgG4 (type de maladie à IgG4) ;
  - Sarcoïdose (syndrome de Heerfordt dans le cas d'associations) ;
  - Pneumoparotidite (en).

## Traitement
- paracétamol pour la douleur (si l’origine de la parotidite est infectieuse, les anti-inflammatoires non stéroïdiens tels que l’ibuprofène sont à éviter car ils peuvent aggraver l’infection)
- antibiotique si la prise de sang révèle une infection.